# Viktoria Harburg
Viktoria Harburg ist ein Sportverein aus dem Hamburger Stadtteil Harburg. Die erste Fußballmannschaft spielte neun Jahre in der höchsten hamburgischen Amateurliga.

## Geschichte
Der im Jahre 1910 gegründete Verein machte im Jahre 1924 mit dem Aufstieg in die damals erstklassige Bezirksliga Nordhannover auf sich aufmerksam. Bis zur Einführung der Gauliga Niedersachsen im Jahre 1933 entwickelte sich die Viktoria zu einer Fahrstuhlmannschaft zwischen der höchsten und der zweithöchsten Spielklasse. 1934 fusionierte der Verein mit der Reichsbahn SG Harburg zum Reichsbahn TSV Viktoria Harburg, welcher ab den 1940er Jahren wieder den Namen Reichsbahn SG Harburg annahm. Nach dem Zweiten Weltkrieg trat der Verein zeitweilig als Reichsbahn SG Viktoria Harburg auf und schaffte 1949 erstmals den Sprung in die damals zweitklassige Amateurliga Hamburg. Gleich in der Aufstiegssaison wurde die Viktoria Vizemeister der Alsterstaffel hinter dem Post SV Hamburg.
Schon ein Jahr später folgte der Abstieg und auch in der Verbandsliga spielte die Mannschaft zeitweilig gegen den Abstieg. Ab 1956 verstärkten zahlreiche im Jugendbereich erfolgreiche Nachwuchsspieler die erste Mannschaft. Nach der Vizemeisterschaft von 1957 gelang ein Jahr später der Aufstieg ins Hamburger Oberhaus. 1958 löste sich die Fusion zwischen der Reichsbahn und  Viktoria wieder auf. In der Saison 1959/60 spielte die Viktoria lange um einen Platz in der Aufstiegsrunde zur Oberliga Nord, belegte am Saisonende aber nur Platz fünf. Nachdem zahlreiche Leistungsträger zu anderen Vereinen wechselten, stieg die Viktoria 1962 aus Hamburgs Eliteliga ab und verschwand in untere Spielklassen. Nach dem Abstieg im Jahre 2012 spielte die Viktoria in der Kreisklasse, der untersten Liga. Dort gelang der direkte Wiederaufstieg in die Kreisliga.

## Persönlichkeiten
- Friedo Dörfel
- Richard Dörfel
- Herbert Wojtkowiak
- Peter Wulf
- Jens Duve